# Hamigera tarangaensis
Hamigera tarangaensis är en svampdjursart som beskrevs av Patricia R. Bergquist och Fromont 1988. Hamigera tarangaensis ingår i släktet Hamigera och familjen Hymedesmiidae.
Artens utbredningsområde är havet kring Nya Zeeland. Inga underarter finns listade i Catalogue of Life.